# جربیل مهتر مصری
جربیل مِهتر مصری (نام علمی: Gerbillus pyramidum) نام یک گونه از زیرخانواده جربیل است.